# 恩施トゥチャ族ミャオ族自治州
恩施トゥチャ族ミャオ族自治州（おんし-トゥチャぞく-ミャオぞく-じちしゅう）は中華人民共和国湖北省西南部に位置する自治州。トゥチャ族、ミャオ族などの少数民族が総人口の52.6%を占める。

## 地理
西は重慶直轄市、南は湖南省湘西トゥチャ族ミャオ族自治州、北から東にかけては湖北省宜昌市に隣接する。州北部を長江が横断する三峡地区に当る。

## 歴史
明代には州南部は施州衛軍民指揮使司が設置される土司（間接支配）地域であったが、清代に改土帰流が実施され、直接支配地となった。1949年恩施行政区となり、1983年鄂西自治州が成立、1993年現在の名称に改称された。

## 行政区画
2県級市・6県を管轄する。
- 恩施市　人口78万人、うち少数民族38.5%
- 利川市　人口83万人、うち少数民族46%
- 巴東県　人口48.5万人
- 建始県　人口51万人
- 宣恩県　人口34万人、うち少数民族66.4%
- 咸豊県　人口36.5万人、うち少数民族85%
- 鶴峰県　人口30万人、うち少数民族71%
- 来鳳県　人口30.7万人、うち少数民族59%

| 恩施トゥチャ族ミャオ族自治州の地図                      |
| ------------------------------------------------------- |
| 恩施市 利川市 建始県 巴東県 宣恩県 咸豊県 来鳳県 鶴峰県 |

### 年表
この節の出典

#### 恩施地区
- 1949年10月1日 - 中華人民共和国湖北省恩施専区が成立。恩施県・利川県・咸豊県・来鳳県・建始県・巴東県・鶴峰県・宣恩県が発足。(8県)
- 1952年3月19日 - 建始県の一部が川東行署区万県専区巫山県に編入。(8県)
- 1952年6月26日 - 川東行署区万県専区奉節県の一部が利川県に編入。(8県)
- 1955年5月19日 - 利川県の一部が四川省万県専区万県に編入。(8県)
- 1955年12月20日 - 四川省万県専区万県の一部が利川県に編入。(8県)
- 1965年2月 - 利川県の一部が四川省涪陵専区黔江県に編入。(8県)
- 1970年 - 恩施専区が恩施地区に改称。(8県)
- 1970年5月28日 - 巴東県の一部が鄖陽地区房県、襄陽地区保康県、宜昌地区興山県の各一部と合併し、省直轄県級行政区の神農架林区となる。(8県)
- 1979年12月19日 - 来鳳県が自治県に移行し、来鳳トゥチャ族自治県となる。(7県1自治県)
- 1980年4月20日 - 鶴峰県が自治県に移行し、鶴峰トゥチャ族自治県となる。(6県2自治県)
- 1981年11月7日 - 恩施県の一部が分立し、恩施市が発足。(1市6県2自治県)
- 1983年8月19日 - 恩施地区が民族自治州に移行し、鄂西トゥチャ族ミャオ族自治州となる。

#### 鄂西トゥチャ族ミャオ族自治州
- 1983年8月19日 - 恩施地区が民族自治州に移行し、鄂西トゥチャ族ミャオ族自治州となる。(1市7県)
  - 来鳳トゥチャ族自治県が県に移行し、来鳳県となる。
  - 鶴峰トゥチャ族自治県が県に移行し、鶴峰県となる。
  - 恩施県が恩施市に編入。
- 1986年5月27日 - 利川県が市制施行し、利川市となる。(2市6県)
- 1993年4月4日 - 鄂西トゥチャ族ミャオ族自治州が恩施トゥチャ族ミャオ族自治州に改称。

#### 恩施トゥチャ族ミャオ族自治州
- 1993年4月4日 - 鄂西トゥチャ族ミャオ族自治州が恩施トゥチャ族ミャオ族自治州に改称。(2市6県)

## 経済
解放直後には全州貧困地域であったが、経済開発が進み、最近では経済状態は改善されてきている。
とくにタバコ王国として知られ、タバコ栽培が盛ん。また山中では各種の漢方薬材を産出する。さらに鉄、石炭、天然ガス、燐など鉱物資源埋蔵量も全省第一を誇る。

## 交通
- G318国道　州内を東西に横断する
- G209国道　州内を南北に縦断する